# 후타고야마 신호장
후타고야마 신호장(일본어: 双子山信号場 후타고야마 신고조[*])은 일본 와카야마현 니시무로군 스사미정에 있는, 서일본 여객철도 기세이 본선의 신호장이다.

## 역 구조
열차의 교행을 위해 세워진 신호장이다. 1번선을 본선으로, 옆으로 꺾이는 2번선을 부본선으로 하며, 양쪽 선로에 쌍방향 출발신호기가 놓여있어 선로의 방향구분을 따로 하지 않는다. 덴노지 지령소에서 원격으로 조작하며, 매년 1번씩은 이곳에서 신구역과 시라하마역의 지령실이 합동으로 신호 조정 훈련을 한다.

## 역사
- 1965년 2월 27일 - 일본국유철도의 신호장으로 개업하였다.
- 1987년 4월 1일 - 민영화에 따라 서일본 여객철도의 소속이 되었다.